# Kanton Seyches
Der Kanton Seyches war bis 2015 ein französischer Wahlkreis im Arrondissement Marmande, im Département Lot-et-Garonne und in der ehemaligen Region Aquitanien. Er umfasste 15 Gemeinden, Hauptort (chef-lieu) war Seyches. Vertreter im conseil général des Départements war zuletzt von 2001 bis 2015 Pierre Camani.
Der Kanton umfasste Wahlberechtigte aus folgenden Gemeinden:
| Gemeinde                   | Einwohner Jahr | Fläche km² | Bevölkerungsdichte | Postleitzahl | Code INSEE |
| -------------------------- | -------------- | ---------- | ------------------ | ------------ | ---------- |
| Cambes                     | 172 (2013)     | –          | – Einw./km²        | 47350        | 47047      |
| Castelnau-sur-Gupie        | 844 (2013)     | –          | – Einw./km²        | 47180        | 47056      |
| Caubon-Saint-Sauveur       | 243 (2013)     | –          | – Einw./km²        | 47120        | 47059      |
| Escassefort                | 594 (2013)     | –          | – Einw./km²        | 47350        | 47088      |
| Lachapelle                 | 80 (2013)      | –          | – Einw./km²        | 47350        | 47126      |
| Lagupie                    | 770 (2013)     | –          | – Einw./km²        | 47180        | 47131      |
| Lévignac-de-Guyenne        | 612 (2013)     | –          | – Einw./km²        | 47120        | 47147      |
| Monteton                   | 288 (2013)     | –          | – Einw./km²        | 47120        | 47187      |
| Montignac-Toupinerie       | 141 (2013)     | –          | – Einw./km²        | 47350        | 47189      |
| Puymiclan                  | 611 (2013)     | –          | – Einw./km²        | 47350        | 47216      |
| Saint-Avit                 | 166 (2013)     | –          | – Einw./km²        | 47350        | 47231      |
| Saint-Barthélemy-d’Agenais | 500 (2013)     | –          | – Einw./km²        | 47350        | 47232      |
| Saint-Géraud               | 88 (2013)      | –          | – Einw./km²        | 47120        | 47245      |
| Saint-Pierre-sur-Dropt     | 299 (2013)     | –          | – Einw./km²        | 47120        | 47271      |
| Seyches                    | 1002 (2013)    | –          | – Einw./km²        | 47350        | 47301      |